# George Larner
George Edward Larner (Langley, Slough, Berkshire, 7 de febrer de 1875 – Brighton, Brighton and Hove, 4 de març de 1949) va ser un atleta anglès que va competir a primers del segle xx, principalment en proves de marxa.
Larner era policia a Brighton, i que va començar a disputar proves atlètiques el 1903, amb 28 anys. El 1904 guanyà el campionat anglès de l'Amateur Athletic Association d'Anglaterra (AAA) de dues i set milles marxa, títols que revalidà l'any següent. El 1906 va deixar de córrer per dedicar-se sols a entrenar de cara a preparar els Jocs Olímpics de Londres. L'abril de 1908, en la seva primera cursa disputada, fou desqualificat del campionat AAA de les 7 milles marxa, però en la següent, al juliol, guanyà el títol de les 2 milles.
El 1908 va prendre part en els Jocs Olímpics de Londres, on guanyà les medalles d'or en les dues proves de marxa atlètica que es van disputar, els 3500 metres i les 10 milles marxa. Va ser un dels deu participants que guanyà més d'una medalla d'or als Jocs de 1908.
El 1909 va escriure un llibre sobre maxa titulat Larner's Text Book on Walking: Exercise, Pleasure, Sport. El seu darrer títol a l'AAA fou el 1911, quan guanyà el campionat de les 7 milles.